# Дела Кјеза (Ровиго)
Дела Кјеза је насеље у Италији у округу Ровиго, региону Венето.
Према процени из 2011. у насељу је живело 24 становника. Насеље се налази на надморској висини од 10 м.